# Schistidium liliputanum
Schistidium liliputanum là một loài Rêu trong họ Grimmiaceae. Loài này được (Müll. Hal.) Deguchi mô tả khoa học đầu tiên năm 1978.